# Tamás Major
Tamás Major (ur. 26 stycznia 1910 w Újpest, zm. 13 kwietnia 1986 w Budapeszcie) – węgierski reżyser teatralny, aktor i pedagog. Dwukrotny laureat Nagrody Kossutha (1948 i 1955).

## Działalność artystyczna
W 1930 ukończył budapeszteńską Színművészeti Akadémián (Akademię Teatralną i Filmową). Od 1931 związany  z Teatrem Narodowym w Budapeszcie, którego był dyrektorem w latach 1945–1962, a do 1978 pełnił funkcję głównego reżysera. Od 1947 był wykładowcą na wydziale reżyserii w budapeszteńskiej Színház- és Filmművészeti Főiskola (Wyższej Szkole Teatralnej i Filmowej). Członek korespondent berlińskiej Akademie der Künste. Współzałożyciel Katona József Színház (1982).
W jego dorobku reżyserskim czołowe miejsce zajmują sztuki Szekspira i Brechta. Jedną z najwybitniejszych jego inscenizacji jest Tragedia człowieka Madácha (1964) zrealizowana na tle całkowicie umownym, bez patetycznej operowości poprzednich wystawień. W swojej pracy reżyserskiej przeszedł od reżyserii typowej dla tradycyjnego teatru kostiumowego do teatru epickiego skrótu. Tendencja do uwspółcześniania środków artystycznego wyrazu widoczna jest np. w inscenizacji Romea i Julii z 1971.
Miał również osiągnięcia jako aktor charakterystyczny, zwłaszcza w wielkich rolach klasycznych, m.in. Shylocka w Kupcu weneckim (1942), Świętoszka (1945) czy Ryszarda III (1955). Często występował także w filmie (np. Mefisto), radiu i telewizji.

## Działalność  polityczna
Był zaangażowany politycznie, miał poglądy lewicowe. W czasie II wojny światowej był w ruchu oporu, od 1942 należał do partii komunistycznej. Po 1945 roku odegrał znaczącą rolę w rozwoju komunistycznej polityki artystycznej na Węgrzech. W latach 1957–1966 był członkiem Komitetu Centralnego WSPR. Dwukrotnie był posłem do parlamentu – w latach 1949–1953 i 1958–1971.

## Ważniejsze realizacje teatralne
|  | - Racine: Andromacha - Molier: Świętoszek - Szekspir: Wieczór Trzech Króli - Szekspir: Antoniusz i Kleopatra - Szekspir: Makbet - Szekspir: Otello - Szekspir: Wesołe kumoszki z Windsoru - Szekspir: Hamlet - Szekspir: Miarka za miarkę - Szekspir: Romeo i Julia | - Szekspir: Zimowa opowieść - Brecht: Życie Galileusza - Brecht: Święta Joanna szlachtuzów - Brecht: Dobry człowiek z Seczuanu - Goldoni: Sługa dwóch panów - Goldoni: Awantura w Chioggi - Madách: Tragedia człowieka - Weiss: Dochodzenie - Weiss: Pieśń o luzytańskim straszydle - Hacks: Piękna Helena |

## Role teatralne
|  | - Molier: Świętoszek (Świętoszek) - Madách: Tragedia człowieka (Lucifer) - Szekspir: Otello (Jago) - Szekspir: Burza (Kaliban) - Szekspir: Kupiec wenecki (Shylock) - Szekspir: Hamlet (Hamlet) - Szekspir: Ryszard III (Ryszard III) - Szekspir: Makbet (Makbet) | - Szekspir: Król Lear (Król Lear) - Jonson: Volpone albo lis (Volpone) - Ibsen: Nora, czyli dom lalki (Krogstad) - László Németh: József II (József II) - Brecht: Pan Puntilla i jego sługa Matti (Puntilla) - Spiró: Szalbierz (Wojciech Bogusławski) - Bułhakow: Iwan Wasiljewicz (Iwan IV Groźny) |